# Pruebas alpha
Las pruebas alpha, del inglés alpha testing, son pruebas de software realizadas cuando el sistema está en desarrollo y cuyo objetivo es asegurar que lo que estamos desarrollando es probablemente correcto y útil para el cliente. Por ejemplo podríamos desarrollar un prototipo de una parte del sistema que no estamos seguros de cómo implementar la interfaz. Si las pruebas alpha devuelven unos comentarios positivos entonces podríamos seguir por esa vía. Si devolvieran resultados muy negativos tendríamos que replantear el problema para adaptarse mejor a los requerimientos.
Son normalmente realizadas contra un prototipo desarrollado rápidamente y con poco coste realizado para poder experimentar con él. De esta forma si las pruebas alfa fallan no hemos desperdiciado mucho tiempo ni dinero. Una vez que las pruebas alfa se completan, el prototipo debería ser descartado y aprovechar todo lo que se ha aprendido sobre el problema para el desarrollo de la versión final.